# Odontosyllis globulocirrata
Odontosyllis globulocirrata är en ringmaskart som beskrevs av Hartmann-Schröder 1981. Odontosyllis globulocirrata ingår i släktet Odontosyllis och familjen Syllidae. Inga underarter finns listade i Catalogue of Life.